# Regla de la abstinencia
En psicoanálisis, la regla de la abstinencia, también denominado principio de la abstinencia es un precepto de la técnica de tratamiento según el cual el analista debe comportarse de modo tal que el analizado no encuentre satisfacciones sustitutivas a sus síntomas en el análisis (o estos sustitutos sean minimizados), por la vía de la renuncia del analista a satisfacer las demandas del paciente, absteniéndose también de desempeñar los papeles que constantemente este le ofrece como efecto de los fenómenos transferenciales.

## Importancia clave de la abstinencia en el psicoanálisis
El principio de abstinencia es, junto con la regla fundamental de la asociación libre y su contrapartida, la atención flotante, uno de los tres pilares esenciales de la técnica psicoanalítica. Se sostiene que su importancia es central y se justifica fundamentalmente por dos razones: 
- Porque, de no existir, la energía libidinal que se libera durante la cura pasaría a investir de inmediato objetos externos, situación que el analista debe evitar, puesto que la energía debe ponerse en la situación analítica. Lo que liga la energía libidinal en el análisis es la transferencia y el analista procurará que la expresión sea a través de la palabra, rechazando cualquier otra alternativa de descarga no verbal (justificación económica).
- Porque cuando los síntomas van cediendo tienden a aparecer satisfacciones sustitutivas, lo que no resulta positivo para la cura, puesto que esta se basa en la existencia de un sufrimiento por frustración. Mantener la frustración evita detenciones en el avance de la cura, la que en psicoanálisis no es coincidente con la desaparición de los síntomas (justificación dinámica).

La regla de la abstinencia es por una parte, una consecuencia concreta y lógica de la neutralidad que esta técnica exige como actitud del analista y por otra, un requisito natural de la interpretación. De no existir la regla de la abstinencia, el lugar de la interpretación sería ocupado por la satisfacción libidinal del paciente.
La regla de la abstinencia se dirige tanto al analista como al analizado y los compromete a ambos, en el sentido de no llevar al acto sus fantasías de relación y mociones de deseo, otorgándoles un adecuado canal de expresión a través de la palabra. La regla establece así las condiciones del encuadre y sirve de protección a la situación analítica.

## Desarrollo del concepto
Freud utilizó por primera vez el concepto de regla de la abstinencia en 1915 en el contexto de definir la actitud que debía tomar el analista ante el amor de transferencia. Desde un comienzo, sin embargo, Freud deja en claro que no se trata simplemente de no dar respuesta física a las demandas amorosas, a veces abiertamente sexuales o erotizadas de un paciente, sino que se trata de no entregar ningún tipo de satisfacción.
En el contexto del 5.º Congreso de Psicoanálisis celebrado en 1918 en Budapest, Sandor Ferenczi expuso una concepción técnica acerca de la manera en que debía comportarse el analista durante la cura. En particular, su tema era buscar formas técnicas en que el analista pudiera lograr mejor su cometido de no satisfacer al paciente, también en los espacios "no analíticos" o fuera de setting (por ejemplo las conversaciones antes y después de la sesión). La conclusión, que Freud suscribe, es que todo lo que ocurre en el período del análisis es parte del análisis, por lo que no hay un "fuera de setting" donde la regla de la abstinencia no tenga vigencia.   
En el presente siglo - y más allá de las consideraciones técnicas de efectividad terapéutica en la cura psicoanalítica - la no observancia de la regla de la abstinencia constituye una grave falta a las normas de la ética profesional y en muchas legislaciones de países europeos se considera una negligencia punible o incluso directamente un abuso.